# فلیکس باستیانز
فلیکس باستیانز (آلمانی: Felix Bastians؛ زادهٔ ۹ مه ۱۹۸۸) بازیکن فوتبال اهل آلمان است.
از باشگاه‌هایی که در آن بازی کرده‌است می‌توان به باشگاه فوتبال هالیفاکس تاون، باشگاه فوتبال چسترفیلد و باشگاه فوتبال جیلینگام، یانگ بویز برن، باشگاه فوتبال نوتس کانتی، فرایبورگ، ناتینگهام فارست، باشگاه فوتبال میلتون کینز دونز، باشگاه فوتبال نورتویچ ویکتوریا، هرتابرلین و بوخوم اشاره کرد.